# Albany Free School
Die Albany Free School ist eine Demokratische Schule in Albany. Sie wurde 1969 gegründet und ist die älteste innerstädtische freie Alternativschule in den Vereinigten Staaten.

## Pädagogisches Konzept
Als Vorbild diente das pädagogische Konzept von Summerhill. Die Schüler können in ihrer eigenen Geschwindigkeit selbstbestimmt lernen. Es gibt weder Noten, Klassenarbeiten noch einen festen Lehrplan. Die Schüler entwerfen täglich ihren eigenen Lernplan. Die Schule wird autonom durch die wöchentliche, demokratische Schulversammlung geleitet, auf der Schüler und Mitarbeiter gleiches Stimmrecht haben. Die Schulversammlungen werden von Schülern geleitet, als Geschäftsordnung  gelten die Robert's Rules. Im Gegensatz zum Internat Summerhill ist die Albany Free School eine Tagesschule, die überwiegend von Kindern aus sozioökonomisch benachteiligten Familien besucht wird. Fast 80 Prozent der Kinder sind für den Erhalt von staatlicher Unterstützung beim Schulessen leistungsberechtigt (diese Größe ist ein Indikator für den Sozialindex der Schule). Es gibt ungefähr sechzig Schüler zwischen drei und vierzehn Jahren, sechs Vollzeitmitarbeiter sowie eine Reihe von ehrenamtlichen Mitarbeitern.
Die Schule kommt mit einem geringen Budget aus, um finanziell unabhängig zu sein und Schülern mit geringem Einkommen den Zugang zu ermöglichen.  Es werden Einnahmen aus Vermietungen und Spendenaktionen erzielt, das Schulgeld richtet sich nach dem Einkommen der Eltern.

## Geschichte
Die Albany Free School ist die älteste innerstädtische Alternativschule der Vereinigten Staaten. Sie wurde 1969 von Mary Leue gegründet, die eine Schule  nach demokratischen Grundsätzen gründen wollte, die für arme Kinder zugänglich ist. Leue wandte sich an A. S. Neill und bat ihn um Rat, wie man eine ähnliche Schule wie Summerhill für Arbeiterkinder gestalten solle.  Dieser antwortete ihr, dass sie „verrückt sei, es zu probieren“.
Neill hatte Jahrzehnte zuvor geäußert, dass sein pädagogische Ansatz auch bei „Proletariern“ funktionieren würde, er selbst hatte Summerhill nach dem Vorbild von Homer Lanes Little Commonwealth konzipiert, welches von jungen Waisen und schwererziehbaren Jugendlichen besucht wurde.
Die ersten Schüler waren Schulverweigerer öffentlicher Schulen.
1973 kam Chris Mercogliano und wurde „Co-Schulleiter und Galionsfigur“ der Schule. Die Schule liegt in einer sozioökonomisch schwachen und multikulturellen Gegend Albanys. In ihrem Gebäude war zuvor eine Bekenntnisschule. Die Schule kaufte in den frühen 1970er Jahren in der verarmten Nachbarschaft eine Reihe von Gebäuden für „fast nichts“. Die Albany Free School ist eine der wenigen der hunderten Freien Alternativschulen, die in den 1960er und 1970er Jahren gegründet wurden und heute noch existieren. Sie inspirierte das Programm der Brooklyn Free School.
Im Laufe der Zeit wurde die Albany Free School zu einem „Auffangnetz“ für Kinder mit sonderpädagogischen Förderbedarf, die in den staatlichen Schulen nicht beschult werden konnten. Entsprechend lang wuchs die Warteliste. Das pädagogische Konzept berücksichtigte die schwierige familiäre, häusliche Situation der Schüler, die die daraus resultierenden Probleme oft mit in die Schule brachten. Das „inoffizielle Motto“ der Schule lautet „Niemals ein langweiliger Moment, immer ein dumpfes Gebrüll“ („Never a dull moment, always a dull roar.“)

## Programm
Die Philosophie der Schule ist, dass die Schüler am besten in ihrem eigenen Tempo lernen. Der ursprüngliche Lehrplan war eine Mischung aus „Unterricht und häuslichem Leben“. Die Albany Free School hat keinen festen Stundenplan und benotet die Schüler nicht. Der Tag beginnt um 8:15 Uhr, und die Schüler werden jeden Tag gefragt, was sie tun wollen. Die Schüler werden nach Alter in Gruppen eingeteilt und stellen für jeden Tag einen eigenen Plan auf. Sie verfolgen verschiedene Projekte, darunter Schreiben, Filmemachen, Sprach- oder Geschichtsunterricht. Die Schule bietet auch strukturierten Mathematik- und Leseunterricht für diejenigen an, die dies wünschen. Die Klassen haben in der Regel fünf bis sieben Schüler pro Lehrer, und die Beziehungen zwischen Lehrern und Schülern sind eng. Die Lehrer berichten, dass es ihnen relativ leicht fällt, die Schüler für ihre Pläne zur Rechenschaft zu ziehen. Im Jahr 2006 unterrichteten an der Schule zehn Lehrer, vier Praktikanten und eine Reihe freiwilliger Eltern 58 Schüler im Alter von drei bis vierzehn Jahren (Vorschule bis neunte Klasse). Die Schule bietet zwischen 10 und 12 Uhr ein „Leben und Lernen“-Programm an, gefolgt von einem Mittagessen, das die Schüler selbst zubereiten. Bis 15 Uhr treiben die Kinder Sport, und um 16 Uhr endet die Schule.
Die Albany Free School verwaltet sich selbst durch eine wöchentliche Schulversammlung, bei der Schüler und Lehrer gleiches Stimmrecht haben, um über die schulischen Belange zu entscheiden. Die Lehrer empfehlen, dass die Kinder ihre Streitigkeiten selbst oder in kleinen Gruppen lösen. Wenn ein Konflikt unlösbar ist, kann jedes Mitglied der Gemeinschaft eine Schulversammlung einberufen. Nachdem diese Person die Schule informiert hat, setzen sich alle in einem Kreis zusammen. Die Gruppe wählt drei Schüler aus, die die Versammlung nach Robert's Rules leiten. Die Erwachsenen moderieren eher, als dass sie sie leiten, und greifen nur selten in die Sitzungen ein, die „Mediation und Kompromisse“ lehren sollen. Die Schule legt Wert auf Selbstdarstellung, „Ehrlichkeit und Emotionen“. Ein Lehrer erklärte, das „frei“ in „freie Schule“ stehe für die Freiheit, man selbst zu sein, ohne Zwang, was mit der Verantwortung einhergeht, anderen zuzuhören und ihre Gefühle zu respektieren. In den späten 2000er Jahren hat die Schule zum ersten Mal einen Schüler durch Abstimmung in der Schulversammlung ausgeschlossen.
Die Schule bevorzugt finanzielle Unabhängigkeit, um auch arme Kinder aufnehmen zu können, was ein Ergebnis von Leues Grundsatzentscheidungen ist. Die Freie Schule erhält keine staatlichen Mittel und lebt stattdessen von den Schulgeldern der Schüler und zusätzlichen Einnahmen aus Vermietungen und „umfangreichem Fundraising“. Die Schulgelder richten sich nach dem Einkommen der Eltern, sie geben, was sie sich leisten können. Im Jahr 2012 hatten etwa 80 Prozent der Familien der Schule Anspruch auf kostenlose oder preisreduzierte öffentliche Schulspeisung, und die Eltern der Freien Schule zahlten ein durchschnittliches monatliches Schulgeld von 160 USD (deutlich unter den 215 USD Kosten pro Kind). Im Jahr 2012 lebte die Hälfte der Schüler der Schule im innerstädtischen South End von Albany (überwiegend Schwarze und Latinos, mit einer wachsenden Einwandererpopulation), ein Viertel lebte in den oberen Stadtvierteln und ein Viertel in den Vorstädten. Leue hatte anfangs Schwierigkeiten, Kinder aus aufstrebenden Familien zu gewinnen, da diese glaubten, die Schule würde die Chancen ihrer Kinder auf eine angemessene Einkommensgruppe einschränken. Sie stellte fest, dass einkommensschwache, schwarze Familien dem Nutzen der Schule am skeptischsten gegenüberstanden. Die Schule bietet auch kostengünstige (oder kostenlose) Vorschul- und Tagesbetreuung für Kleinkinder an, betreibt ein Autokollektiv (in dem sich ein Dutzend Personen einen Minivan teilen) und vergibt zinsgünstige Kredite über ein gemeinschaftliches Kreditsystem.
Die Schule arbeitet mit einem Minimalbudget von 100.000 USD bzw. 150.000 USD, wenn man die staatlichen Zuschüsse für die Schulspeisung berücksichtigt. Darüber hinaus verzichtet sie bewusst auf eine staatliche Finanzierung, um externe Kontrolle und unnötige Bürokratie zu vermeiden. Die Verwaltungsaufgaben der Schule werden von ehrenamtlichen Mitarbeitern wahrgenommen, und seit 2012 sind sechs Lehrer mit einer Vierzig-Stunden-Woche und einem Jahresgehalt von 11.000 USD Vollzeit beschäftigt. Viele gehen einem Zweitjob nach. Auf der Website der Schule wird darauf hingewiesen, dass es immer schwieriger geworden ist, Lehrer zu halten, die an öffentlichen Schulen mindestens das Dreifache dieses Betrags plus Zusatzleistungen erhalten. (Beleg?) Im Jahr 2012 erhielt  der stellvertretende Direktor Chris Mercogliano, der 1973 kam, weiterhin das gleiche Gehalt wie ein neuer Lehrer. Die Lehrer berichten von großem Interesse an ihrer Arbeit und weniger von ihrer niedrigen Bezahlung. Jüngere Lehrkräfte haben ein stärkeres Interesse am gerechten Umgang mit Kindern mit Migrationshintergrund sowie sozialer Gerechtigkeit bekundet und versuchen, die Vielfalt der Schule zu erhöhen. Innerhalb der Schulgemeinschaft haben einige „halb scherzhaft“ die Philosophie als eine Mischung der Philosophien „der jungen Anarchisten und … alten Liberalen“ der Schule beschrieben. Es gibt Ähnlichkeiten mit Unschooling und Homeschooling.

### High school und Abschlüsse graduation
Die Free School hatte von 2006 bis 2017 ein High-School-Programm, welches als Harriet Tubman Democratic High School (benannt nach der  afroamerikanischen Fluchthelferin Harriet Tubman) ausgegliedert wurde. Das Programm zählte etwa 20 Schüler, die sowohl selbstgesteuert lernten als auch klassisch unterrichtet wurden. Durch die Genehmigung der New Yorker Bildungsbehörde (New York State Department of Education) konnten die Highschool-Abschlussprüfungen (Regents Examinations) abgelegt werden. Die Absolventen der Schule haben eine Reihe von Colleges besucht.
Kein Schüler wird abgelehnt, weil er das Schulgeld nicht zahlen kann. 80 Prozent erhalten staatliche Unterstützung beim Schulgeld. Die Schule nimmt sowohl Schüler aus der Stadt als auch aus den Vororten auf. Die Schüler nehmen an den Personaleinstellungeb und der Instandhaltung der Schule teil. Laut Schulleiter ist die Schule am besten für unabhängige Schüler geeignet.
Absolventen der Schule bewerben sich eher durch Bewerbungsschreiben und Bewerbungsgespräche als durch die Ergebnisse der standardisierten  Abschlussprüfungen. Die Absolventen haben die Clarkson University  und das Hudson Valley Community College besucht. Zu den Albany Free School Alumni gehört der Entwicklungsdirektor einer alternativen Erziehungsorganisation  und der Staatssekretär des Gouverneurs von New York.

## Rezeption
Matthew Appleton schrieb, dass die Schule ein Beweis dafür sei, dass die Summerhillmethode auch in Tagesschulen funktioniert und Ron Miller bemerkte, dass die Albany Free School untypisch und ein gutes Vorbild für die amerikanischen Freien Alternativschulen sei, die dazu neigten, eher von Kindern der oberen Mittelschicht besucht zu werden. Die Albany Free School beeinflusste das Schulprogramm der Brooklyn Free School.
Bei ihren Überlegungen zur Rolle demokratischer Schulen bei der Beseitigung rassenbedingter Ungleichheiten betrachtete Astra Taylor die Albany Free School „als Mikrokosmos einer amerikanischen Gesellschaft, die es bisher nicht geschafft hat, sich zu entwickeln“. Sie war der Meinung, dass die Schule „wie Unschooling klingt, aber in einer Gruppenumgebung“, in der Kinder die Freiheit haben, Altersgrenzen zu überschreiten, von älteren Idealisten zu lernen und ihre eigenen Angelegenheiten zu regeln. Den Kindern wird zugetraut, „dabei Verantwortung, Problemlösung und Selbstverwaltung zu lernen“. Taylor fügte hinzu, dass die praktischen Bedürfnisse der Pflege des Hühnerstalls und des Gemüses „aus der Not eine Tugend“ machten, da aus Geldmangel „Selbstvertrauen und ein einfaches Leben“ würden. Sie verglich die Arbeit der Schule mit Rebecca Solnits präfigurativer Politik: eine kleine Gruppe modelliert einen anderen Weg, um ein Prinzip zu verfolgen, so dass die Gruppe nach ihren Idealen leben und gleichzeitig eine Veränderung bewirken kann, die sie anstrebt.
Im Vergleich zur Albany Free School sah sich der City School District of Albany besser darauf vorbereitet, den Bedürfnissen aller Schüler gerecht zu werden, indem er mehr soziale Dienste und Lernmöglichkeiten anbot, wie z. B. ein „Dual Language Enrichment Program“ der Grundschule und das International Baccalaureate. Im Gegensatz dazu sagte ein Lehrer der Freien Schule, dass die Absolventen der Schule besser in der Lage seien, sich einzufühlen und emotional zu interagieren, und somit besser gerüstet seien, um die Angst und das Misstrauen gegenüber Autoritäten abzulegen, die zu „Gesetzen, Richtern, Gerichten und Gefängnissen“ führen.
Die Times Union berichtete über die Tubman High School als eine „Bildungsinsel … außerhalb der Sphäre der öffentlichen und Privatschulen“, die als „Zufluchtsort“ für Schüler diene, denen die traditionellen öffentlichen Schulen nicht gefielen. Die Zeitung schrieb, dass die Schule „vielleicht die einzigartigste Bildungserfahrung in der Region“ sei und  näher am Homeschooling  als am traditionellen Schulbetrieb sei, wie ein Studentenwohnheim, in dem kleine Diskussionen am runden Tisch herrschten.